# Sundvolden G. P.
Sundvolden G. P. es una competición de ciclismo profesional de un día con inicio en el Sundvolden Hotel en la ciudad de Sundvollen en la Provincia de Buskerud en Noruega.
Fue creada en el año 2011 y desde 2013 forma parte del UCI Europe Tour dentro de la categoría 1.2 (última categoría en carreras de un día).

## Palmarés
| Año                           | Ganador              | Segundo                 | Tercero              |
| ----------------------------- | -------------------- | ----------------------- | -------------------- |
| Grand Prix Norefjell          |                      |                         |                      |
| 2011                          | Frederik Wilmann     | Bjørn Tore Hoem         | Christer Rake        |
| Tyrifjorden rundt             |                      |                         |                      |
| 2012                          | Kristoffer Skjerping | Marius Hafsås           | Bjørn Tore Hoem      |
| Hadeland Grand Prix (UCI 1.2) |                      |                         |                      |
| 2013                          | Fredrik Strand Galta | Jesper Hansen           | Stian Remme          |
| 2014                          | Rasmus Guldhammer    | Lasse Bøchman           | Michael Olsson       |
| 2015                          | Søren Kragh Andersen | Fredrik Strand Galta    | Vegard Stake Laengen |
| Sundvolden Grand Prix         |                      |                         |                      |
| 2016                          | Andreas Vangstad     | Carl Fredrik Hagen      | Åsmund Romstad Løvik |
| 2017                          | Rasmus Guldhammer    | Carl Fredrik Hagen      | Audun Fløtten        |
| 2018                          | Alexander Kamp       | Carl Fredrik Hagen      | Andreas Vangstad     |
| 2019                          | Trond Trondsen       | Sindre Skjøstad Lunke   | Brent Van Moer       |
| 2022                          | Martin Tjøtta        | Embret Svestad-Bårdseng | Mathias Bregnhøj     |
| 2023                          | Ådne Holter          | Mathias Bregnhøj        | Jack Rootkin-Gray    |
| 2024                          | Idar Andersen        | Simon Dalby             | Tobias Svarre        |

## Palmarés por países
| País      | Victorias |
| --------- | --------- |
| Noruega   | 9         |
| Dinamarca | 4         |